# Radikalhöhle
Unter einer Radikalhöhle oder Mastoidhöhle versteht man das Ergebnis einer Ohroperation, der sogenannten radikalen Mastoidektomie. Bei dieser Operation wird der Warzenfortsatz (Mastoid) ausgeräumt und eine gemeinsame Höhle aus dem Kuppelraum des Mittelohres (Epitympanon), dem Mastoid und dem Gehörgang unter Entfernung der hinteren Gehörgangswand angelegt.
Erforderlich ist dieser Eingriff vor allem bei einem größeren Cholesteatom mit schlechter Belüftung des Mittelohres und des Warzenfortsatzes oder bei einem Cholesteatomrezidiv. Auch bei Tumoren des Mittelohres kann eine Radikaloperation erforderlich sein. Je nach Situation müssen die Strukturen des Mittelohres (Trommelfell, Gehörknöchelchen) – soweit noch vorhanden – ebenfalls entfernt werden. Unter bestimmten Bedingungen können sie aber erhalten werden („konservative Radikaloperation“) oder im Sinne einer Tympanoplastik wiederhergestellt werden.
Die Radikalhöhle muss regelmäßig vom HNO-Arzt gereinigt und auf ein Cholesteatomrezidiv kontrolliert werden.